# Lohja
Lohja (/ˈlohjɑ/), hay Lojo trong tiếng Thụy Điển), là một town và đô thị của Phần Lan.
Đô thị này tọa lạc tại tỉnh Nam Phần Lan trong vùng Uusimaa. Đô thị này có dân số 36.585 (thời điểm 31 tháng 12 năm 2005) với diện tích là 356,24 km² trong đó có 77,98 km² là diện tích mặt nước. Mật độ dân số là 131,6 người trên mỗi km².

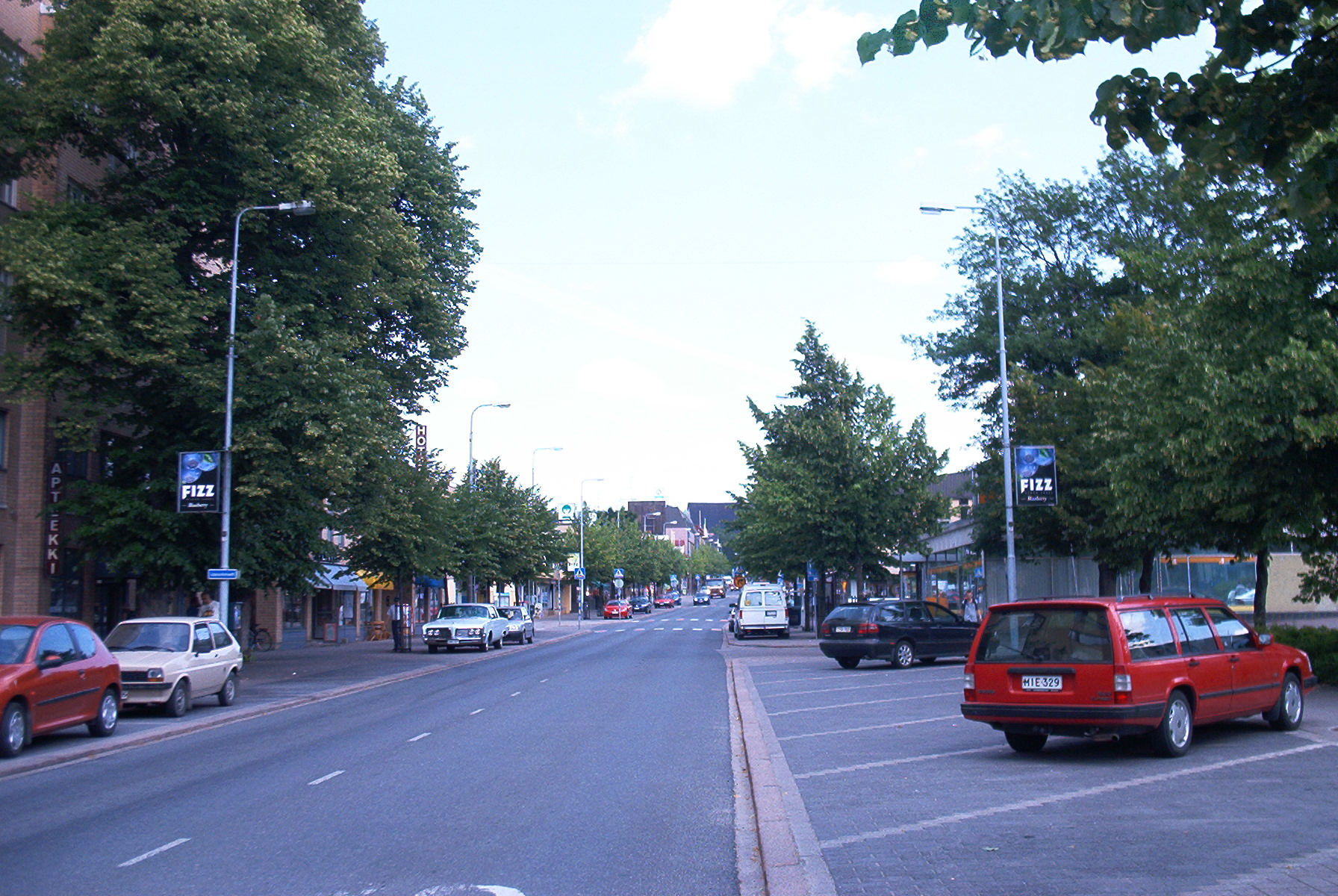
Cảnh Laurinkatu ở trung tâm Lohja.

Đô thị này sử dụng hai ngôn ngữ, với đa số nói tiếng Phần Lan và thiểu số nói tiếng Thụy Điển.